# Інсбрук
47°16′0″ пн. ш. 11°23′0″ сх. д. / 47.26667° пн. ш. 11.38333° сх. д.

І́нсбрук (нім. Innsbruck) — головне місто провінції Тіроль у західній Австрії.

## Історія
Найперші сліди існування людських поселень сягають кам'яної доби. Археологічні знахідки показують, що область була населена безперервно. У IV столітті римляни встановили армійську станцію Veldidena (тепер це назва міського районну Wilten) в Oenipons (Інсбрук), щоб захистити економічно важливу комерційну дорогу Верона — Бреннер — Ауґсбурґ. Зв'язки вздовж цієї дороги перервалися під час Великого переселення народів у IV столітті.
Перша згадка міста Інсбрук датується 1187 роком. Слово bruck походить від нім. Brücke — «міст», який приводить до «мосту над річкою Інн». На печатці міста і гербі зображений вигляд мосту з пташиного польоту, проєкт використовується починаючи з 1267 року. Дорога через прохід і перевал Бреннер була тоді головною транспортною комунікацією, що пов'язувала між собою північ і південь, це найлегший маршрут через Альпи. Доходи, отримані від обслуговування транзиту, надавали можливість місту процвітати.
Інсбрук став столицею всього Тіролю в 1429 і в п'ятнадцятому сторіччі місто стало центром Європейської політики і культури, коли імператор Максиміліан I перемістив імперський суд до Інсбруку в 1490-х роках.
У 1938 році Австрія була анексована Нацистською Німеччиною (т.з."аншлюс"). Між 1943 і квітнем 1945, на Інсбрук було здійснено 21 бомбову атаку і місто зазнало значних пошкоджень. Тут був розташований концтабір KZ Innsbruck-Reichenau.
У 1929 році, в Інсбруці проходив перший офіційний австрійський чемпіонат з шахів.

## Географія
Місто лежить на висоті 547 м над рівнем моря на річці Інн, у широкій долині між високими горами: Nordkette (Hafelekar, 2,334 м) на півночі, Patscherkofel (2,246 м) і Serles (2,718 м) на півдні. Середньорічна температура 8,25 °C.

### Клімат
| Клімат Інсбрука                                            | Клімат Інсбрука | Клімат Інсбрука | Клімат Інсбрука | Клімат Інсбрука | Клімат Інсбрука | Клімат Інсбрука | Клімат Інсбрука | Клімат Інсбрука | Клімат Інсбрука | Клімат Інсбрука | Клімат Інсбрука | Клімат Інсбрука | Клімат Інсбрука |
| Показник                                                   | Січ.            | Лют.            | Бер.            | Квіт.           | Трав.           | Черв.           | Лип.            | Серп.           | Вер.            | Жовт.           | Лист.           | Груд.           | Рік             |
| Абсолютний максимум, °C                                    | 20,2            | 18,6            | 23,9            | 26,4            | 32,2            | 33,6            | 37,7            | 35,0            | 32,1            | 26,0            | 21,2            | 17,1            | 37,7            |
| Середній максимум, °C                                      | 3,5             | 6,3             | 11,3            | 14,8            | 20,3            | 22,6            | 24,7            | 24,4            | 20,8            | 15,8            | 8,2             | 3,7             | 14,7            |
| Середня температура, °C                                    | −1,7            | 0,4             | 4,8             | 8,4             | 13,4            | 16,1            | 18,1            | 17,7            | 14,0            | 9,1             | 2,9             | −1              | 8,5             |
| Середній мінімум, °C                                       | −5,2            | −3,7            | 0,2             | 3,4             | 7,8             | 10,8            | 12,8            | 12,7            | 9,3             | 4,8             | −0,5            | −4,2            | 4,0             |
| Абсолютний мінімум, °C                                     | −23,8           | −17,3           | −16,5           | −4,8            | −2,3            | 3,0             | 4,4             | 1,9             | −0,9            | −6,6            | −17,9           | −20,1           | −23,8           |
| Середня кількість сонячних годин на місяць                 | 94,7            | 121,1           | 154,2           | 168,2           | 193,0           | 186,8           | 215,5           | 214,4           | 180,0           | 159,0           | 102,2           | 82,8            | 1871,9          |
| Норма опадів, мм                                           | 43.9            | 41.4            | 55.9            | 57.7            | 87.1            | 110.3           | 137.2           | 111.3           | 78.1            | 57.3            | 63.2            | 53.1            | 896.5           |
| Днів з опадами                                             | 7,4             | 7,3             | 8,8             | 9,7             | 10,7            | 13,2            | 13,9            | 12,6            | 9,2             | 7,8             | 9,0             | 8,6             | 118,2           |
| Днів зі снігом                                             | 20,3            | 14,8            | 6,2             | 1,9             | 0,0             | 0,0             | 0,0             | 0,0             | 0,0             | 0,3             | 5,1             | 16,5            | 65,1            |
| ---------------------------------------------------------- | --------------- | --------------- | --------------- | --------------- | --------------- | --------------- | --------------- | --------------- | --------------- | --------------- | --------------- | --------------- | --------------- |
| Джерело: Central Institute for Meteorology and Geodynamics |                 |                 |                 |                 |                 |                 |                 |                 |                 |                 |                 |                 |                 |

## Транспорт
Інсбрук розташований уздовж коридору A12/A13, забезпечуючи доступ автострадами до Верони (Італія) та Мюнхена (Німеччина).
Станція Інсбрук-Головний, найважливіша залізнична станція Інсбруку та Тіролю, є однією з найпотужніших залізничних станцій Австрії, обслуговується залізницею Куфштайн — Інсбрук до Німеччини та східної Австрії, залізницею Арльбергбан до Швейцарії та Бреннербан, що сполучає Північну Італію з Південною Німеччиною через перевал Бреннер. З грудня 2007 року приміські служби функціонують як Тірольський S-Bahn.

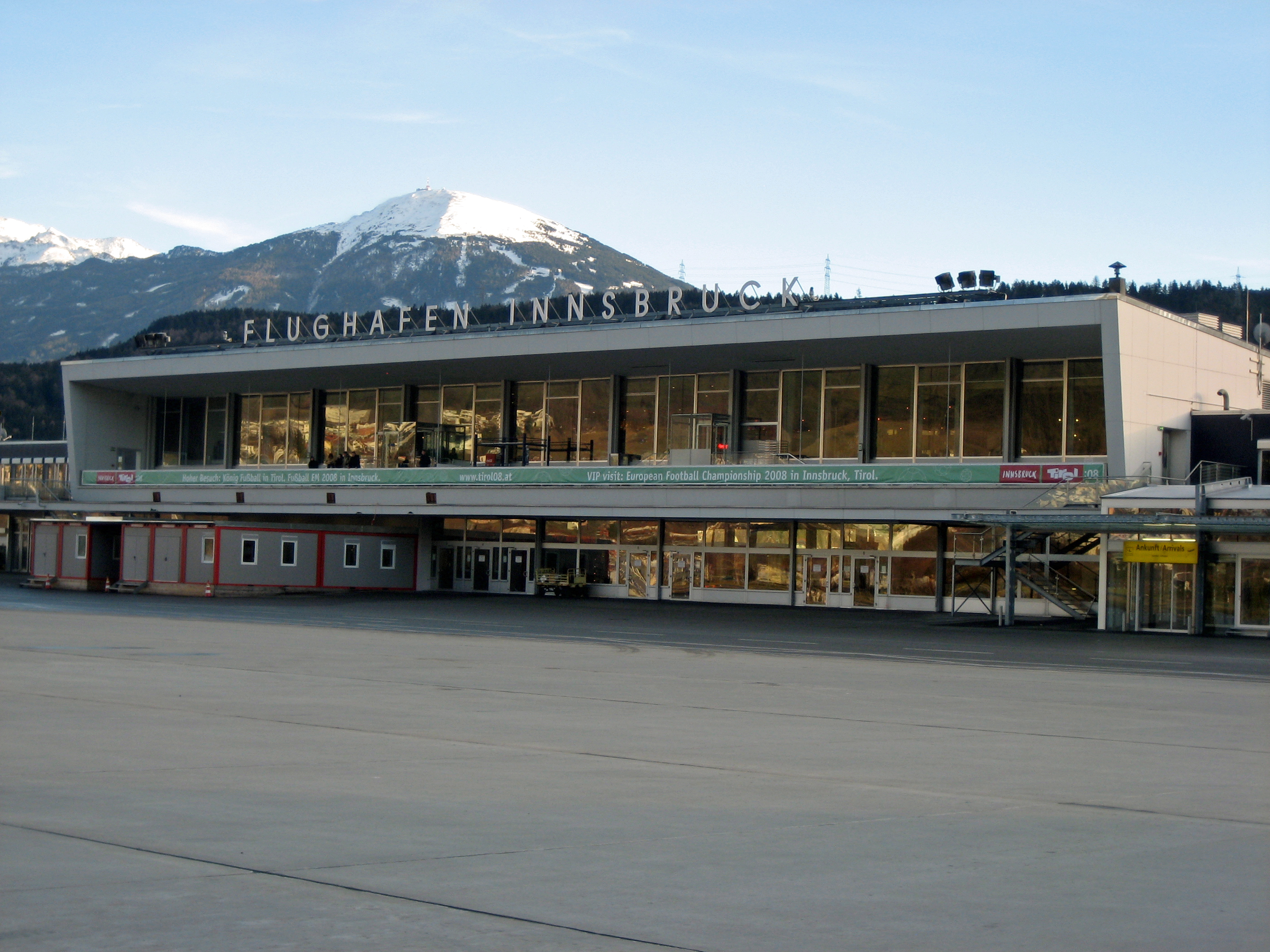
Міжнародний аеропорт «Кранебіттен»

Аеропорт Інсбрук виконує рейси до Франкфурта, Лондона і Відня.
Місцевий громадський транспорт є під орудою Innsbrucker Verkehrsbetriebe (IVB) (IVB), державного органу управління мережею автобусних і трамвайних маршрутів. Трамвайна мережа має чотири міські лінії, 1, 2, 3 і 5, та дві лінії, що обслуговують передмістя: лінія 6, Мітслгебіргсбан до Іглса і лінія СТБ, , що проходить через долину Штубай до Фульпмеса. Мережу планується розширити у найближчі роки, щоб досягти сусіднього села Ром на сході та Вельса на заході. Численні автобусні лінії обслуговують внутрішнє місто та сполучають його з прилеглими районами. До 2007 року працювали два тролейбусні маршрути, але вони були закриті під час підготовки до планового розширення трамвайної мережі.
У грудні 2007 року, після дворічного закриття для проведення масштабної перебудови, з частковою модернізацією та новим розширенням через річку Інн та до центрального Інсбруку, було відкрито трафік фунікулера Гунгербургбан. Лінія також була обладнана новими транспортними засобами. Фунікулер було відновлено італійською компанією Leitner Group, і тепер вона може перевозити до 1200 осіб на годину та є під орудою приватної компанії «Innsbrucker Nordkettenbahnen».

## Демографія
Населення становить 117 916 (2007), разом із передмістям — 250 000.
Більшість мешканців Інсбрука є тірольського походження. Проте, як і в багатьох європейських містах, тут існують національні меншини, які разом співіснують з європейською більшістю. До них належать турки, північні африканці, індуси, цигани і китайці. Багато елементів їх культури можна знайти по всьому місту: на ринках, у ресторанах і магазинах; деякі все ще вживають свою традиційну мову в побуті.

## Наука і освіта
- Інсбруцький університет

## Визначні місця
Інсбрук — всесвітньовідомий центр зимових видів спорту. Двічі приймав Зимові Олімпійські ігри — в 1964 та 1976 роках.
- Фонтан Леопольда
- Золотий дах

## Відомі люди
- Лоренцо Ліппі (1606—1665), італійський художник і поет, придворний художник герцогині Тироля
- Едуард Алберт — чеський хірург, публіцист. Працював тут.
- Ковалевський Микола Миколайович — український політичний діяч, член Центральної Ради, міністр продовольства та міністр земельних справ УНР, поет. Похований тут.
- Альфред Фердросс — австрійський юрист-міжнародник і дипломат, суддя Європейського суду з прав людини. Уродженець міста.
- Ервін Пайр (1871—1946) — німецький хірург, генерал-майор медичної служби резерву вермахту
- Едуард Кок (1880—1961) — австрійський актор, театральний режисер.

## Міжнародні відносини

### Міста-побратими
- Фрайбург (з 1963)
- Гренобль (з 1963)[11]
- Сараєво (з 1980)[12]
- Ольборг (з 1982)[13][14]
- Тбілісі (з 1982)[15]
- Оматі (з 1985)[16]
- Новий Орлеан (з 1995)

### Партнери
- Краків (з 1998)[17]